# Kotroman
Kotroman (Servisch cyrillisch Котроман) is een plaats in de Servische gemeente Užice. De plaats telt 182 inwoners (2002).